# Illustrations of the Family of the Psittacidae, or Parrots
Illustrations of the Family of Psittacidae, or Parrots (en español: Ilustraciones de la familia Psittacidae, o loros) es un libro de 1832 que contiene cuarenta y dos litografías coloreadas a mano por Edward Lear. Se produjeron 175 copias para la venta por suscripción como publicación por partes, que luego se encuadernaron. Lear comenzó a pintar loros en 1830, cuando tenía dieciocho años; estudió aves vivas en el Zoológico de Londres y en colecciones privadas para conseguir material para su obra. Entre esas muestras estaban las de Edward Smith-Stanley, quien tenía un gran colección de animales en Knowsley Hall, y la de Benjamin Leadbeater, taxidermista y comerciante de especímenes. Lear dibujó en planchas litográficas y la impresión corrió a cargo de Charles Joseph Hullmandel, conocido por la calidad de sus reproducciones de bellas artes.
Aunque el libro fue un fracaso financiero, las pinturas de loros de Lear establecieron su reputación como uno de los mejores artistas de historia natural de su época. Trabajó junto con John Gould, Stanley y otros naturalistas contemporáneos, además de que la joven reina Victoria lo contrató para que le ayudara con su técnica de pintura. La obra fue precursora de los grandes volúmenes de pinturas de aves de Gould. El trabajo de Lear influyó en ilustradores infantiles como Beatrix Potter y Maurice Sendak, así como en artistas especializados en aves, como William Y. Cooper, Elizabeth Butterworth y Walton Ford. 
Lear continuó con sus pinturas de la naturaleza durante algunos años, pero a partir de 1835, preocupado por su endeble visión, se concentró cada vez más en obras sinsentido y pintura nonsense, aunque se cree que pudo haber participado en el desarrollo de las ilustraciones de El viaje del Beagle de Charles Darwin.

## Contexto
Los primeros trabajos científicos sobre aves, como los de Conrad Gessner, Ulisse Aldrovandi y Pierre Belon, se basaron en gran parte de su contenido en la autoridad del antiguo filósofo griego Aristóteles y las enseñanzas de la iglesia, e incluyeron mucho material que no estaba relacionado directamente con la especie, como refranes, referencias en la historia y la literatura, o su uso como emblema. La disposición de las especies fue por orden alfabético en la Historia animalium de Gessner, y de forma arbitraria en la mayoría de las otras obras tempranas. A finales del siglo XVI y principios del XVII, Francis Bacon había abogado por el avance del conocimiento a través de la observación y la experimentación, y la Real Sociedad inglesa y sus miembros, como John Ray, John Wilkins y Francis Willughby, intentaron poner en práctica el método empírico, incluido viajar mucho para recolectar muestras e información.

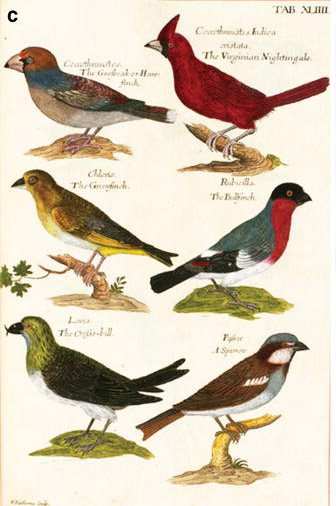
Lámina XLIII de la copia coloreada a mano de Samuel Pepys de la Ornitología de 1678 de Francis Willughby

La primera obra de ornitología moderna, que pretendía describir todas las aves conocidas en todo el mundo, fue producida por Ray y Willughby y publicada en latín como Ornithologiae Libri Tres (Tres libros de ornitología) en 1676, y en inglés, como The Ornithology of Francis Willughby of Middleton (La Ornitología de Francis Willughby de Middleton) en 1678. Sus características innovadoras fueron un sistema de clasificación eficaz basado en características anatómicas, incluido el pico, las patas y el tamaño general del ave, y una clave dicotómica, que ayudó a los lectores a identificar las aves al guiarlos a la página que describe ese grupo. Los autores también colocaron un asterisco en las especies de las que no tenían conocimiento de primera mano y, por lo tanto, no pudieron verificar. Se desconoce el éxito comercial de Ornithology, pero fue históricamente significativo, influenciando a escritores como René Réaumur, Mathurin Jacques Brisson, Georges Cuvier y Carlos Linneo en la compilación de sus propias obras.
George Edwards, un destacado naturalista, era el ilustrador británico del siglo XVII, era el bibliotecario del Royal College of Physicians con acceso a una colección de ocho mil libros y los uso  junto con animales disecados y vivos para producir varias publicaciones ilustradas. Sus cuatro volúmenes A Natural History of Uncommon Birds (Una Historia Natural de las Aves Poco Comunes) (1743-51) y sus tres suplementos cubrieron más de seiscientos temas de historia natural, y sus publicaciones permitieron a Linneo nombrar trescientos cincuenta especies de aves, incluidos muchos tipos de especímenes.
A principios del siglo XIX, se escribieron varias ornitologías en inglés, y las principales contribuciones de Edward Lear al desarrollo de la ilustración de aves fueron concentrarse en un único grupo de aves, en su caso los loros, e ilustrar principalmente desde especímenes vivos en lugar de disecadas, y uso un tamaño de página grande. Lear no fue el primero en producir una monografía ilustrada de loros. El artista francés Jacques Barraband creó ciento cuarenta y cinco imágenes para Histoire Naturelle des Perroquets (Historia Natural de los Loros)  (1801-05) de François Levaillant. El libro de Lear tuvo un efecto inmediato, incluido su impacto en Birds of Europe (Pájaros de Europa) de cinco volúmenes de John Gould, que se publicó entre 1832 y 1837.

## Edward Lear

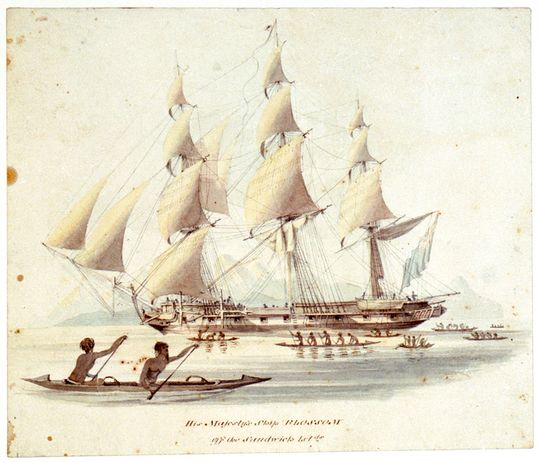
El viaje del HMS Blossom proporcionó a Edward Lear su primer gran encargo. Obra de William Smyth

Edward Lear nació el 12 de mayo de 1812 en Holloway, al norte de Londres, el penúltimo (y el más joven en sobrevivir) de quizás veintiún hijos de Jeremiah y Ann (de soltera Skerrett) Lear. Jeremiah era un corredor de bolsa que en 1816 dejó de pagar la Bolsa de Valores de Londres por una suma de 2150 £, 11 chelines y 1 penique, durante la agitación económica que siguió a las Guerras Napoleónicas. La familia abandonó su casa, Bowmans Lodge, y Edward fue criado por su hermana mayor, también llamada Ann, 21 años mayor que él,  en parte porque padecía epilepsia, bronquitis y asma, Ann actuó como madre para él desde que tenía cuatro años hasta su muerte, cuando tenía casi 50 años.
Ann y otra de las hermanas de Edward, Sarah, eran artistas competentes y le enseñaron a su hermano a dibujar y pintar. Desde 1827, cuando tenía unos quince años, Edward estaba realizando un trabajo remunerado, incluidas ilustraciones médicas. Su primera comisión importante fue ilustrar un relato de los descubrimientos científicos de una expedición de la Marina Real británica al Pacífico. El HMS Blossom, comandado por el capitán Frederick W. Beechey, realizó un exitoso viaje de tres años (1825-28), visitando California, las Islas Pitcairn, Tahití y partes del noroeste de América del Norte hasta ese momento desconocidas. Lear pintó doce láminas de pájaros y dos de mamíferos para The Zoology of Captain Beechey's Voyage, probablemente en 1829, cuando tenía diecisiete años, o en 1830. Largas demoras de otro colaborador, el encargado de zoología del Museo Británico Edward Gray, provocó que el libro estuviese más de diez años desactualizado cuando finalmente se publicó en 1839, se realizaron otras expediciones en el ínterin.

## Investigación

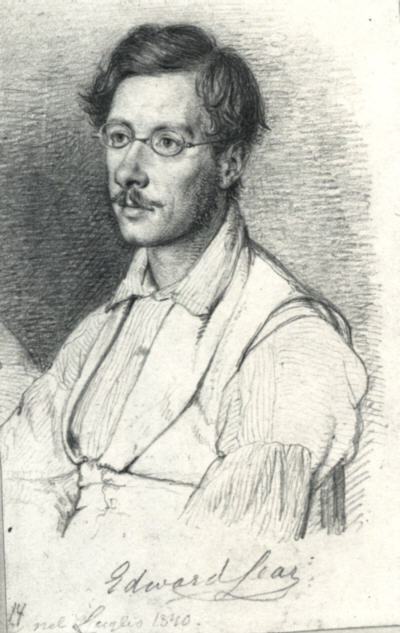
Lear en 1840, obra de Wilhelm Marstrand

El plan de Lear era producir 175 copias de un libro de folio grande, más grande que otro que cualquier pintor de naturaleza europeo hubiese usado anteriormente. Conoció y se hizo amigo de John James Audubon, que acababa de publicar The Birds of America, del tamaño elefante doble de 1827, y este libro puede haberlo inspirado a elegir también un formato grande.
La publicación debía venderse por suscripción en catorce partes, cada una con un precio de diez chelines, un costo total de 7 £.  Su título completo tal como se publicó era Illustrations of the family of Psittacidæ, or parrots: the greater part of them species hitherto unfigured, containing forty-two lithographic plates, drawn from life, and on stone (Ilustraciones de la familia de Psittacidæ, o loros: la mayor parte de ellas especies hasta ahora no figuradas, que contienen cuarenta y dos láminas litográficas, extraídas de la vida, y en piedra), tal como están impreso en la portada del libro. Entre los primeros suscriptores estaban una amiga, Anne Wentworth, y sus hermanas y su hija, seguidas por destacados naturalistas, incluido Nicholas Vigors del zoológico de Londres y el presidente de la Sociedad Linneana, Edward Smith-Stanley, luego decimotercer conde de Derby. Los suscriptores de la aristocracia incluían al duque de Norfolk, el conde de Egremont y el duque de Northumberland y su duquesa. La Sociedad Zoológica de Londres y la Sociedad Linneana también se suscribieron como organizaciones.
Los primeros cuadernos de bocetos de Lear incluyen bocetos y dibujos de loros, incluida una cacatúa sulfúrea (Cacatua sulphurea citrinocristata), una acuarela de dos loros verdes y otra de una cabeza de guacamayo azul con dos de sus plumas, pero para su proyecto necesitaba acceso a aves vivas. En junio de 1830, la Sociedad Zoológica de Londres (ZSL) le dio permiso para dibujar en el Zoológico de Londres, y también tuvo acceso al museo del zoológico en la cercana Bruton Street. Además de pieles y aves disecadas, el museo también tenía aviarios con algunas aves vivas. Aunque a otros artistas no se les concedió un acceso similar,Lear fue presentado a la ZSL por la bien relacionada Wentworth, que estaba interesada tanto en el arte como en la historia natural. También pintó loros propiedad de Stanley y Vigors, y vio varias especies, incluida la cacatúa negra de Baudin, en la colección de Benjamin Leadbeater, taxidermista y comerciante de especímenes. Cuando no pudo acceder a las aves vivas, Lear recurrió a los especímenes disecados de Gould.

## Producción

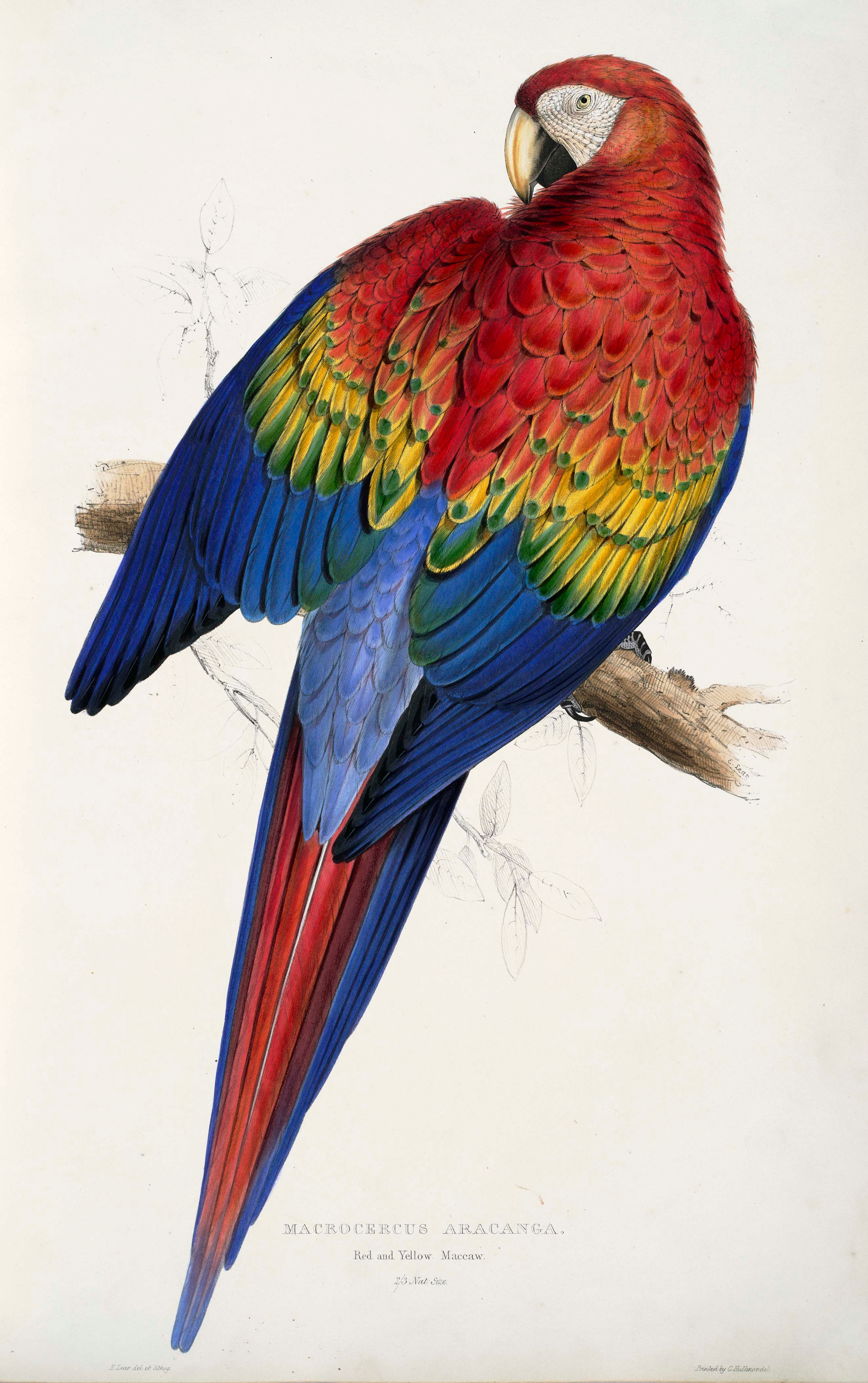
Guacamayo escarlata, con la leyenda en la placa 7 como Macrocercus Aracanga, guacamayo rojo y amarillo

Las ilustraciones de Lear se realizaron mediante litografía, en la que los artistas copiaron sus pinturas en una losa de piedra caliza de textura fina utilizando un crayón ceroso especial. A continuación, el bloque se trató con ácido nítrico y goma arábiga para eliminar las partes de la piedra que no estaban protegidas por la cera. La superficie grabada se humedeció antes de agregar una tinta a base de aceite, que se sujetaría solo por las líneas grasientas de crayón, y se imprimieron copias de la piedra. Las planchas impresas fueron coloreadas a mano, principalmente por mujeres jóvenes.
Lear dibujó directamente sobre la piedra caliza en lugar de hacer primero una pintura y luego copiarla en la piedra, lo que le ahorró un gasto considerable. Aunque este método era técnicamente más difícil, dibujar directamente sobre piedra podría dar una sensación más viva a la ilustración final, y fue favorecido por algunos otros artistas contemporáneos de aves como John Gerrard Keulemans. Lear aprendió en gran medida las técnicas litográficas, utilizando piedras alquiladas en el estudio de su impresor, Charles Joseph Hullmandel. Hullmandel fue el autor de The Art of Drawing on Stone (1824) y el principal exponente de la impresión litográfica en Gran Bretaña. Sus coloristas utilizaron la clara de huevo para dar brillo al plumaje del loro y brillo al ojo del pájaro. Lear diseñó envoltorios para cada parte, pero cambió el diseño cuando se le concedió permiso para dedicar su libro a la reina Adelaida, consorte del rey Guillermo IV.
Lear luchó con los costos de producir su libro, a pesar de borrar sus dibujos tan pronto como tuvo las ciento setenta y cinco copias necesarias, para reducir el costo de contratar los bloques litográficos. Se quedó sin fondos cuando imprimió sólo doce de las catorce partes previstas, con cuarenta y dos planchas y sin texto. Vendió sólo ciento veinticinco suscripciones y no todos sus suscriptores pagaron realmente lo que debían. Para ayudar con los fondos, Lear trabajó para Gould de 1832 a 1837, ilustrando sus cinco partes Birds of Europe y enseñando litografía a la esposa de Gould, Elizabeth. Lear todavía debía dinero por su libro de loros, y en marzo de 1833 vendió las cincuenta copias restantes y los derechos de las planchas a Gould por 50 £.

## Recepción
El mero costo de producir su libro significó que las dos partes finales nunca se completaron y fue un fracaso financiero, aunque Lear había anticipado esta posibilidad, diciendo «Su publicación fue una especulación que, en la medida en que me dio a conocer y me consiguió empleo en dibujo zoológico - respondió a mis expectativas - pero en materia de dinero me ocasionó pérdidas considerables».
Las dos primeras partes se publicaron el 1 de noviembre de 1830, y Lear, con solo dieciocho años, fue nominado rápidamente para ser miembro de la Sociedad Linneana por Vigors y los zoólogos Thomas Bell y Edward Bennett. Audubon compró una copia del libro encuadernado final, a pesar de su costo y sus propios fondos limitados, William Swainson pidió duplicados de dos placas que podría haber enmarcado y colgado junto a sus pinturas de Audubon, y Prideaux John Selby dijo que los platos estaban «bellamente coloreados y creo que infinitamente superiores a los de Audubon en suavidad y el dibujo tan bueno».
Parrots hicieron de Lear un destacado pintor de la naturaleza y, a partir de entonces, fue continuamente solicitado.

## Obras relacionadas

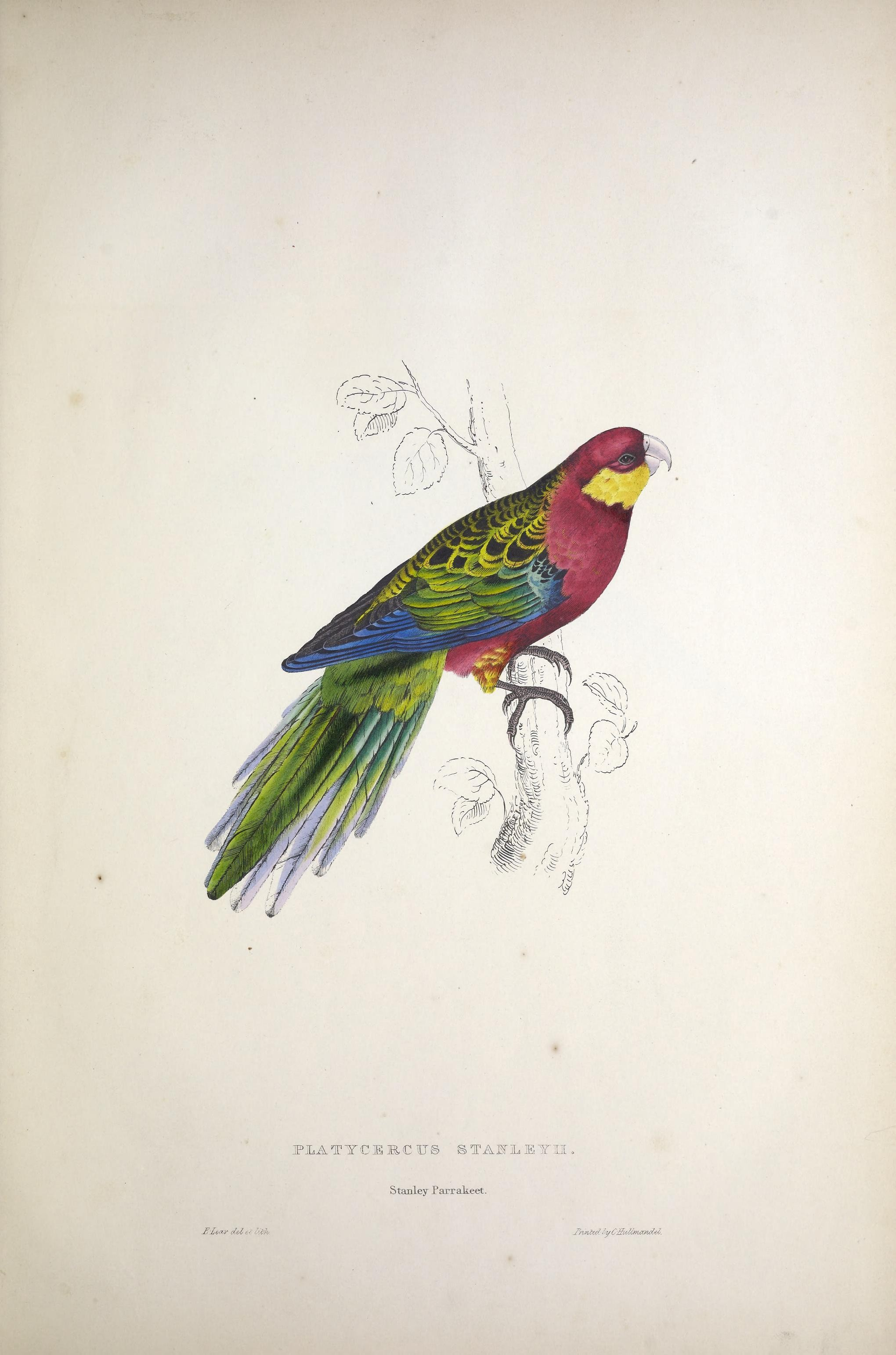
Un periquito de Stanley macho, posteriormente denominado perico carigualdo, lámina 23, pintado a partir de uno de los pájaros de Lord Stanley.

Cuando Lear vendió sus copias restantes de Parrots a Gould, parte del acuerdo fue que Lear iba a viajar a los zoológicos de Europa continental con él para recolectar material para Birds of Europe. El viaje, inicialmente retrasado por el parto prematuro de Elizabeth Gould y el matrimonio que se contagió de la gripe, tuvo lugar en julio de 1833, y Lear finalmente produjo sesenta y ocho láminas para el libro, reconocidas por Gould. Produjo al menos diez láminas para A Monograph of the Ramphastidae, or Family of Tucans de Gould. Aunque firmó varias planchas en la primera edición, sus firmas habían desaparecido en la segunda edición de 1854. Lear pintó fondos para algunas de las láminas de A Monograph of the Trogonidae, or Family of Trogons (1835-38), pero las treinta y seis láminas están firmadas solamente por John y Elizabeth Gould.
A Lear le gustaba Elizabeth Gould y admiraba a John por su ética de trabajo, pero no le agradaba como persona. Cuando Gould murió en 1881, Lear escribió: «Uno que realmente nunca me gustó... un hombre duro y violento... siempre tan insensible con quienes lo rodeaban».
Lear no trabajó exclusivamente para Gould. También realizó acuarelas para British Ornithology (1821-34) de Selby desde que tenía dieciséis años, y desde 1825 pintó para Illustrations of Ornithology, una obra de Selby con William Jardine. También ilustró Illustrations of the Duck Tribe de Jardine y creó pinturas, principalmente de palomas y loros, para The Naturalist's Library de Jardine.
Stanley se convirtió en el mecenas más importante de Lear cuando heredó el título de su padre en 1834. Ahora como Lord Derby, usó los terrenos de la casa ancestral, Knowsley Hall, para crear un zoológico privado en su finca de 69 hectáreas (170 acres), y empleó a Lear para pintar acuarelas de muchas de las criaturas en su colección de animales.
Aproximadamente desde 1835, Lear se preocupó por su vista afirmando que «ningún pájaro debajo de un avestruz debería poder ver pronto», y se concentró cada vez más en sus obras sin sentido y pinturas de paisajes, aunque es posible que haya contribuido a las ilustraciones de Charles Darwin en El viaje del Beagle. En 1846 lo invitaron a dar lecciones a la joven reina Victoria para mejorar su pintura de paisajes. Le dio a la joven monarca diez lecciones en el castillo de Osborne en julio y dos más en el palacio de Buckingham en agosto. En el invierno siguiente la reina le envió a Lear un grabado como regalo, quien le contó a su hermana Ann sobre el regalo pero dijo que no debería decirle a nadie más para que no pareciera una jactancia.

## Legado

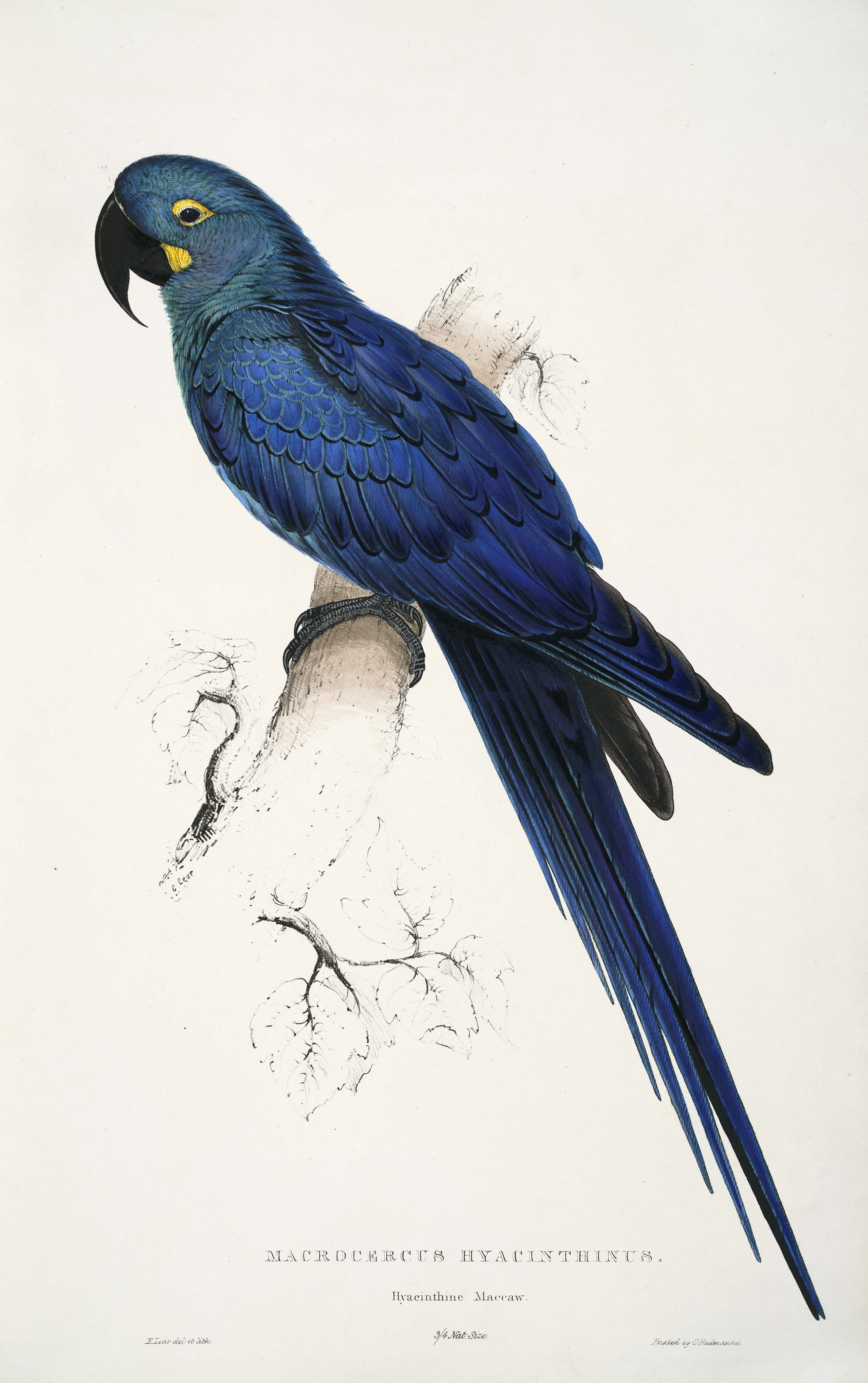
Guacamayo de Lear placa 9, subtitulado como Macrocercus hyacinthinus, guacamayo jacinto

Un efecto inmediato del éxito de la reputación del libro de loros de Lear fue su influencia en Gould. Hasta entonces, era principalmente un taxidermista, a menudo trabajando para la Sociedad Zoológica de Londres, con solo un libro publicado, su A Century of Birds from the Himalaya Mountains (Un siglo de aves desde las montañas de Himalaya), con fondos pintados por Lear. Siguiendo a Parrots, Gould decidió producir libros basados en el modelo de Lear, utilizando a Hullmandel como su impresor, y durante los siguientes veinte años produjo cerca de 40 volúmenes.
El guacamayo de Lear (Anodorhynchus leari) fue nombrado por Charles Lucien Bonaparte en 1856. Bonaparte lo había identificado como una nueva especie a partir de la pintura precisa de Lear en su libro, que había sido subtitulado como un guacamayo jacinto (Anodorhynchus hyacinthinus). Otras dos especies de loros que llevan el nombre de Lear, la cacatúa Lapochroa leari (cacatúa abanderada, Lophochroa leadbeateri) y el periquito Platycercus leari (perico elegante, Platycercus elegans), cuyos nombres se modificaron posteriormente.
Lear fue el primero en describir cinco de las especies y subespecies representadas. Sus placas son, por lo tanto, los holotipos y él es la autoridad. Estas son las especies de Australasia, la cacatúa fúnebre piquilarga (Lámina 6 como Calyptorhynchus Baudinii), el perico de las Antípodas (Cyanoramphus unicolor, Lámina 25 como Platycercus unicolor), el perico regente (Lámina 29 como Platycercus anthopeplus), el lori versicolor (Lámina 36 como Trichoglossus versicolor) y el perico pálido, subespecie Platycercus adscitus palliceps (Pl 19 como Platycercus palliceps).
La influencia de Lear en los ilustradores de libros para niños, como Beatrix Potter y Maurice Sendak, fue más a través de sus libros sin sentido que de sus pinturas de pájaros, pero otros ilustradores hicieron un uso más consciente de sus obras de aves. William Y. Cooper y Elizabeth Butterworth pintaron pájaros del natural e hicieron esfuerzos deliberados para incorporar elementos del estilo de Lear; Butterworth ha ilustrado cuatro libros sobre loros, incluido Amazon Parrots: A Monograph, escrito por Rosemary Low.
Otros artistas contemporáneos utilizaron el estilo de Lear con un toque moderno. Walton Ford pinta loros, pero a menudo en escenarios que los muestran en situaciones potencialmente letales que involucran trampas o depredadores. Al igual que Lear, Ford con frecuencia tiene notas al margen de las pinturas, aunque en su caso para el beneficio de su audiencia, más que como auto-recordatorios. James Prosek se hizo famoso pintando peces, pero también incorporó elementos sin sentido en su trabajo al crear pájaros imaginarios al estilo de Lear, con anotaciones que incluían nombres alternativos, notas de comportamiento y las supuestas ubicaciones de los avistamientos.
Una gran colección de bocetos y estudios para loros se incluye en la principal colección de arte de Lear que se encuentra en la Biblioteca Houghton de la Universidad de Harvard. En 2018 la empresa Bonhams vendió en una subasta una copia de Parrots por 90 000 £, y en 2020 Christie's incluyó otra copia con un precio guía de 40 000–60 000 £, subastandolo por la última cifra.

### Usada como referencia
- Birkhead, Tim (2011).  Bloomsbury, ed. The Wisdom of Birds: An Illustrated History of Ornithology. Londres. ISBN 978-0-7475-9822-0.
- Birkhead, Tim (2018).  Bloomsbury, ed. The Wonderful Mr Willughby: The First True Ornithologist. Londres. ISBN 978-1-4088-7848-4.
- Birkhead, Tim; Smith, Paul J; Doherty, Meghan; Charmantier, Isabelle (2016). «Willughby’s Ornithology».  En Birkhead, Tim, ed. Virtuoso by Nature: The Scientific Worlds of Francis Willughby FRS (1635–1672). Leiden: Brill. pp. 268-304. ISBN 978-90-04-28531-6.
- Charmantier, Isabelle; Johnston, Dorothy; Smith, Paul J (2016). «The legacies of Francis Willughby».  En Birkhead, Tim, ed. Virtuoso by Nature: The Scientific Worlds of Francis Willughby FRS (1635–1672). Leiden: Brill. pp. 360-385. ISBN 978-90-04-28531-6.
- Johanson, Zerina; Barrett, Paul M; Richter, Martha; Smith, Mike (2016).  Geological Society of Londres, ed. Arthur Smith Woodward: His Life and Influence on Modern Vertebrate Palaeontology. Geological Society of Londres, Special Publications 430. Londres. ISBN 978-1-86239-741-5.
- Kusukawa, Sachiko (2016). «Historia Piscium (1686) y sus fuentes».  En Birkhead, Tim, ed. Virtuoso by Nature: The Scientific Worlds of Francis Willughby FRS (1635–1672). Leiden: Brill. pp. 305-334. ISBN 978-90-04-28531-6.
- Lederer, Roger J (2019). The Art of the Bird: The History of Ornithological Art Through Forty Artists. Chicago: University of Chicago Press. ISBN 978-0-226-67505-3.
- McGhie, Henry A (2017).  Manchester University Press, ed. Henry Dresser and Victorian Ornithology: Birds, Books and Business. Manchester. ISBN 978-1-78499-413-6.
- Noakes, Vivien (1986). Edward Lear, 1812–1888. Nueva York: H N Abrams. ISBN 978-0-8109-1262-5.
- Peck, Robert McCracken (2021). The Natural History of Edward Lear. Princeton: Princeton University Press. ISBN 978-0-691-21723-9.
- Taylor, Sue (2012). John Gould's Extinct & Endangered Birds of Australia. Canberra: National Library of Australia. ISBN 978-0-642-27765-7.
- Uglow, Jenny (2017). Mr Lear: A Life of Art and Nonsense. Londres: Faber & Faber. ISBN 978-0-571-26954-9.